# Líbano nos Jogos Olímpicos de Verão de 1964
O Líbano competiu nos Jogos Olímpicos de Verão de 1964 em Tóquio, Japão. Cinco atletas, todos homens, participaram de três eventos em dois esportes.

## Esgrima
Quatro esgrimistas representaram o Líbano em 1964.
Espada masculino
- Hassan El-Said
- Michel Saykali
- Joseph Gemayel

Espada por equipes masculino
- Michel Saykali, Joseph Gemayel, Hassan El-Said, Ibrahim Osman

## Tiro
- Joseph Aoun

## Referencias
1. ↑  «Lebanon at the 1964 Tokyo Summer Games». sports-reference.com. Consultado em 19 de dezembro de 2010